# Šarplaninac
El Šarplaninac (en serbio: Шарпланинац, pronunciado "sharplanínatz"; en macedonio Šarplaninec (Шарпланинец); en albanés: Qen i Sharrit) es un perro pastor de talla mediana de las regiones de Serbia y Macedonia.

## Historia
El nombre proviene de la cadena montañosa Šar (Šar Planina), abarcando la frontera de Macedonia del Norte y Serbia, donde se le ve por regla general acompañando y guardando los grandes rebaños de ovejas cuando pastan. Fue criado y utilizado como perro militar bajo el gobierno de Josip Broz Tito y es aún empleado por el ejército de Serbia.
El Šarplaninac ha llegado hasta los ranchos de Norteamérica como un estimado perro pastor ovejero y guardián del ganado. Los problemas de los depredadores se han visto ampliamente disminuidos una vez que un Šarplaninac toma la responsabilidad de un rebaño. El Šarplaninac es uno de los pocos perros que puede ahuyentar a un lobo o a un oso.

## Apariencia

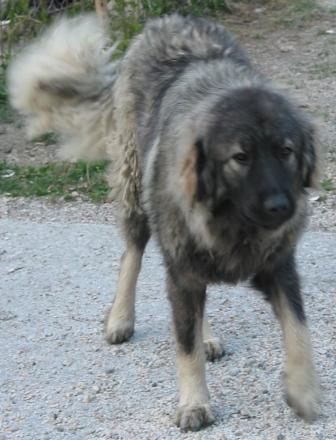
Cachorro negro de Šarplaninac de Macedonia del Norte

El "Šarplaninac" mide entre 65 y 80 cm de altura y pesa de 55 a 70  kg. El color de su pelaje puede ser canela, gris acero, blanco o negro. El pelo es denso y de mediana longitud, y puede ser áspero o suave.

## Temperamento
El temperamento del cachorro Šarplaninac es descrito como independiente, distante con los desconocidos y tranquilo. La raza tiene una naturaleza protectora.

## Usos
El Šarplaninac puede trabajar con ganado y sirve incluso como perro guardián.

## Simbología en Macedonia
El Šarplaninac, llamado por los macedonios simplemente "pastor macedonio", es uno de los animales representativos de Macedonia del Norte, junto a otros como el la gaviota cabecinegra, la trucha del lago Ohrid, el lince o el pavo real.
Es por ello que, tras la independencia de Macedonia del Norte en 1991, el Banco Nacional de la República de Macedonia del Norte decidió homenajear al Šarplaninac en la moneda circulante de 1 dinar, acuñándose con una figura representativa de este perro en el anverso desde 1993 hasta la actualidad.